# Listă de localități din Australia
- Darwin
- Perth
- Brisbane
- Canberra
- Sydney
- Adelaide